# Момар Бангура
Мома́р Бангура́ (фр. Momar Bangoura, нар. 24 лютого 1994, Дакар) — французький футболіст сенегальсько-гвінейського походження.

## Клубна кар'єра
У шість років приєднався до скромної команди «Сент-Маргеріт». Через рік перейшов у молодіжну академію «Марселя». Дебютував за першу команду у Лізі 1 28 квітня 2012 року в матчі Лігі 1 проти «Лор'яна» (1:2), де він з'явився на полі на заміну на 77 хвилині замість Моргана Амалфітано.. 20 травня 2012 року зіграв другий матч у Лізі 1 в останній день сезону в гостьовому матчі проти «Сошо» (0:1), він вийшов на 89-й хвилині замість Матьє Вальбуена. У наступні три сезони виступав виключно за дублюючу команду у п'ятому за рівнем дивізіоні Франції.
Влітку 2015 року перейшов у клуб англійської Першої ліги «Свіндон Таун». Там Бангура зіграв один матч у чемпіонаті (17 жовтня проти «Міллвола» (0:2) та один матч у Трофеї Футбольної ліги (6 жовтня проти «Оксфорд Юнайтед» (0:2).
Взимку 2018 року перейшов у клуб «Зірка».